# Mikrofilamenti
Mikrofilamenti ili aktinske niti-(lat. filamntum = konac, nit), su niti koje grade citoskeleta, jednog od elemenata citoplazmi eukariotskih ćelija. Mikrofilamenti su citoskeletni elementi najmanjeg dijametra (oko 5 nm), a sačinjeni su od proteina aktina, koji polimerizuje u molekul F aktina (F- skraćeno of filament – vlakno). Dva molekula F aktina spajaju se u molekul mikrofilamenta koji ima izgled ovlaš spiralno uvijenog molekula. Mikrofilamenti se nalaze u svim delovima nervne ćelije, kako u telu, tako i u neuritima i naročito u sinaptičkim proširenjima, a smešteni su u blizini ćelijske membrane. Kao što ćemo kasnije videti, mikrofilamenti igraju veoma važnu ulogu u svim procesima koji se odigravaju u nervnim ćelijama, kako tokom embrionskog razvića, tako i tokom adultnog perioda.  

## Građa mikrofilamenta
Mikrofilamenti su zbog svoje specifične i male građe otkriveni tek pojavom elektronskog mikroskopa i veličina im je od 3 do 6 nm. Mikrofilamenti su redovno gradivni element u eukariotskim stanicama.
Mikrofilamenti su pretežno izgrađeni od aktina. građene pretežno od aktina (polimerni oblik: F-aktin). Različite vrste aktina nalaze se u obliku filamenata ili nepolimeriziranog monomera (G-aktin) u svim ćelijama. Za polimerizaciju aktina i povezivanje njegovih molekula potrebni su kalcijum, ATP i različiti pomoćni proteini (miozin, tropomiozin, alfa-aktinin, dezmin, vinkulin i dr.). Inhibitor polimerizacije je citohalazin B. Miozin je deblji fibrilarni protein (10 nm) i ne ubraja se u mikrofilamente već u pomoćne proteine aktina s kojima stvara kontraktilni kompleks (aktomiozin). Osim na mestima gde predstavljaju stalne strukturne elemenata citoplazme (mišićne ćelije, citoskelet, mikroresice, neke međućeliske veze), mikrofilamenti nastaju polimerizacijom u svim funkcionalnim stanjima ćelija koja su povezane s promenom oblika ili pokretljivošću (morfogenetske promene embrionalnih ćelija, citokineza, ameboidno gibanje, endocitoza, egzocitoza, transcitoza, strujanje citoplazme i dr.).

## Organizacija i struktura
Dva osnovna tipa aktinskih vlakana su fine endoplazmičke mreže ili, guste subplazmalemalni podslojevi. Paketi mogu biti sastavljeni od polarnih filamentnih nizova. Molekuli aktina se udružuju u dva lanca spiralno uvijena jedan oko drugog i grade aktinski filament . Zavisno od uloge koju imaju u određenom delu ćelije filamenti aktina su organizovani kao mikrofilamenti koji zajedno sa citoskeletom određuju oblik ćelije i učestvuju u formiranju adhezionih pojaseva koji podržavaju diferencijacije plazmine membrane .. Klasa aktin-vežućih peoteina, zove unakrsno vezani proteini, koji diktiraju formiranje ovih struktura. Ovi proteini određuju i orijentaciju filamenata i razmak u snopovima i mreži. Ove strukture su regulirane mnogim drugim klasama aktin-vezanih proteina, granate proteine, razdvajajuće proteine, promotore polimerizacije i ograničavajuće proteine.

### Uloga
Mikrofilamenti imaju ulogu u protoku citoplazme i prenosu mikroelemenata unutar same citoplazme, održavanju strukture ćelije, promene oblika ćelije, takođe imaju vrlo važnu ulogu u stvaranju deobenog vretena za vreme deobe stanice.

## Spoljašnje veze
- medecinski leksikon
- Bionet škola[мртва веза]